# 郎位六
后髮座13，又名BD+26 2344，HD 107966、SAO 82291、HR 4717，是后髮座的一颗恒星，视星等为5.18，位于銀經221.04，銀緯83.85，其B1900.0坐标为赤經12h 19m 17.5s，赤緯+26° 83.85′ 11″。